# マルコ・スタメニッチ
マルコ・セウファトゥ・ニコラ・スタメニッチ（セルビア語: Марко Сеуфату Никола Стаменић, 英語: Marko Seufatu Nikola Stamenić、2002年2月19日 - ）は、ニュージーランドとセルビア、サモアのサッカー選手。ニュージーランド代表。ポジションはMF。

## クラブ歴
ウェリントンに生まれオーレ・フットボール・アカデミーで育ったため、ウェスタン・サバーブスFCでサッカー選手となった。オーレがチーム・ウェリントンFCと提携すると同クラブに2019年10月2日に籍を移した。
2019 FIFA U-17ワールドカップでの活躍から、2020年3月にFCコペンハーゲンから3週間の練習参加のオファーを受けた。しかし新型コロナウイルス感染症に対してニュージーランド政府は海外在住の国民を帰国させた影響で実現出来なかった。その後もコペンハーゲンは彼の事を諦めなかったため、同年9月1日にU-19チームに加入する形で契約した。11月23日にはトップチームで初出場を記録したが、以降の出場機会には恵まれず、翌シーズンにHBキューゲに期限付き移籍となった。翌2022-23シーズンにコペンハーゲンに復帰した。
2023年6月23日、レッドスター・ベオグラードと4年契約を締結した。
2024年6月21日、ノッティンガム・フォレストFCと5年契約を締結し、オリンピアコスFCに1年契約でレンタル移籍した。

## 代表歴
代表では一貫してニュージーランド代表を選択した。
U-17代表ではOFC U-16選手権2018で初出場を記録、その後優勝した。2019 FIFA U-17ワールドカップでも3試合全てに出場した。
U-23代表では東京オリンピックに飛び級で参加した。
A代表では2021年10月9日に行われたキュラソー代表との親善試合で代表初出場を記録した。

## 私生活
ウェリントン生まれだが、セルビアとサモアの血を引いている。